# Veena Meettiya Vilangukal
Veena Meettiya Vilangukal es una película india en malayalam de 1990, dirigida por Cochin Haneefa, protagonizada por Rahman, Madhu y Jayabharathi en los papeles principales.

## Reparto
- Rahman como Dileep
- Madhu como Velappan
- Jayabharathi
- Urvasi como Geetha
- José como Gopy
- Jose Prakash como el Dr.Sreenivasan
- Unni
- Prathapachandran
- Sukumaran
- KB Ganesh Kumar como Unni Sreenivasan
- Jagannadha Varma
- KPAC Sunny como Viswanathan
- KR Savithri
- MS Thripunithura
- Mala Aravindan
- Monisha como Sreedevi
- Valsala Menon
- Cochin Haneefa como ASP Sudheedran